# Atletica leggera agli VIII Giochi del Mediterraneo
Le gare di atletica leggera ai Giochi del Mediterraneo 1979 si sono svolte a Spalato. Precisamente si sono svolte 37 gare, 23 maschili e 14 femminili.

## Specialità

### Uomini
| Evento                            | Oro                                                                       | Prestazione | Argento              | Prestazione | Bronzo                                                                 | Prestazione |
| Corse piane                       |                                                                           |             |                      |             |                                                                        |             |
| 100 m (dettagli)                  | Pietro Mennea                                                             | 10"24       | Gianfranco Lazzer    | 10"47       | Philippe Lejoncour                                                     | 10"56       |
| 200 m (dettagli)                  | Luciano Caravani                                                          | 20"74       | Bernard Petitbois    | 21"02       | Georgios Tzouvaras                                                     | 21"14       |
| 400 m (dettagli)                  | Francis Demarthon                                                         | 45"89       | Didier Dubois        | 46"11       | Josip Alebic                                                           | 46"24       |
| 800 m (dettagli)                  | Dragan Životic                                                            | 1'45"20     | Abderrahmane Morceli | 1'46"38     | Sotirios Moutsanas                                                     | 1'46"66     |
| 1 500 m (dettagli)                | José Marajo                                                               | 3'41"00     | Dragan Zdravkovic    | 3'41"22     | Abderrahmane Morceli                                                   | 3'41"40     |
| 5 000 m (dettagli)                | Luigi Zarcone                                                             | 13'45"11    | Rachid Habchaoui     | 13'47"24    | El Hachemi Abdenouz                                                    | 13'57"55    |
| 10 000 m (dettagli)               | Abdelmadjid Mada                                                          | 28'33"08    | Luigi Zarcone        | 28'39"06    | Rachid Habchaoui                                                       | 28'59"72    |
| 3 000 m siepi (dettagli)          | Mariano Scartezzini                                                       | 8'24"90     | Domingo Ramón        | 8'25"80     | Philippe Gauthier                                                      | 8'27"30     |
| Corse ad ostacoli                 |                                                                           |             |                      |             |                                                                        |             |
| 110 m ostacoli (dettagli)         | Borisav Pisić                                                             | 13"85       | Giuseppe Buttari     | 13"88       | Javier Moracho                                                         | 13"92       |
| 400 m ostacoli (dettagli)         | Rok Kopitar                                                               | 49"70       | Claude Anicet        | 51"90       | Fulvio Zorn                                                            | 50"90       |
| Concorsi                          |                                                                           |             |                      |             |                                                                        |             |
| Salto in alto (dettagli)          | Massimo Di Giorgio                                                        | 2,26 m      | Oscar Raise          | 2,24 m      | Danial Temim                                                           | 2,20 m      |
| Salto con l'asta (dettagli)       | Philippe Houvion                                                          | 5,30 m      | Jean-Michel Bellot   | 5,30 m      | Roger Oriol                                                            | 5,10 m      |
| Salto in lungo (dettagli)         | Nenad Stekić                                                              | 8,21 m      | Philippe Deroche     | 8,04 m      | Miljenko Rak                                                           | 7,62 m      |
| Salto triplo (dettagli)           | Bernard Lamitié                                                           | 16,90 m     | Miloš Srejović       | 16,55 m     | Milan Spasojević                                                       | 16,55 m     |
| Getto del peso (dettagli)         | Vladimir Milić                                                            | 20,58 m     | Youssef Nagui Asaad  | 19,70 m     | Ivan Ivančić                                                           | 19,13 m     |
| Lancio del disco (dettagli)       | Armando De Vincentiis                                                     | 57,96 m     | Hassan Ahmed Hamad   | 56,06 m     | Silvano Simeon                                                         | 55,06 m     |
| Lancio del martello (dettagli)    | Giampaolo Urlando                                                         | 69,92 m     | Edoardo Podberscek   | 69,42 m     | Srecko Štiglic                                                         | 68,56 m     |
| Lancio del giavellotto (dettagli) | Penisio Lutui                                                             | 81,08 m     | Tarek Chaabani       | 78,42 m     | Nedjo Djurovic                                                         | 76,42 m     |
| Prove su strada                   |                                                                           |             |                      |             |                                                                        |             |
| Maratona (dettagli)               | Mikhalis Kousis                                                           | 2h06'53"    | Marco Marchei        | 2h07'15"    | Mehmet Terzi                                                           | 2h10'11"    |
| Marcia 20 km (dettagli)           | Gérard Lelièvre                                                           | 1h23'51"    | José Marín           | 1h24'18"    | Carlo Mattioli                                                         | 1h24'64"    |
| Prove multiple                    |                                                                           |             |                      |             |                                                                        |             |
| Decathlon (dettagli)              | Éric Motti                                                                | 7744 punti  | Darko Cujnik         | 7345 punti  | Joško Vlašić                                                           | 7327 punti  |
| Staffette                         |                                                                           |             |                      |             |                                                                        |             |
| Staffetta 4x100 (dettagli)        | Italia Gianfranco Lazzer Luciano Caravani Giovanni Grazioli Pietro Mennea | 39"27       | Francia              | 39"98       | Jugoslavia                                                             | 40"53       |
| Staffetta 4x400 (dettagli)        | Francia                                                                   | 3'03"67     | Jugoslavia           | 3'04"33     | Italia Alfonso Di Guida Flavio Borghi Stefano Malinverni Roberto Tozzi | 3'04"61     |

### Donne
| Evento                            | Oro                | Prestazione | Argento                                                        | Prestazione. | Bronzo              | Prestazione |
| Corse piane                       |                    |             |                                                                |              |                     |             |
| 100 m (dettagli)                  | Chantal Réga       | 11"48       | Marisa Masullo                                                 | 11"66        | Laura Miano         | 11"67       |
| 200 m (dettagli)                  | Marisa Masullo     | 23"26       | Annie Alizé                                                    | 23"37        | Claudine Mas        | 24"03       |
| 400 m (dettagli)                  | Jelica Štefancic   | 52"96       | Ana Guštin                                                     | 54"57        | Georgia Troumbouki  | 54"93       |
| 800 m (dettagli)                  | Gabriella Dorio    | 2'01"78     | Agnese Possamai                                                | 2'03"73      | Nadja Avdibašic     | 2'04"03     |
| 1 500 m (dettagli)                | Margherita Gargano | 4'06"71     | Gabriella Dorio                                                | 4'07"07      | Sakina Boutamine    | 4'10"60     |
| Corse ad ostacoli                 |                    |             |                                                                |              |                     |             |
| 100 m ostacoli (dettagli)         | Laurence Elloy     | 13"87       | Elisavet Pantazi                                               | 14"33        | Patrizia Lombardo   | 14"65       |
| Concorsi                          |                    |             |                                                                |              |                     |             |
| Salto in alto (dettagli)          | Sara Simeoni       | 1,98 m      | Donatella Bulfoni                                              | 1,81 m       | Lidija Lapajne      | 1,75 m      |
| Salto in lungo (dettagli)         | Maria Lambrou      | 6,32 m      | Snežana Dancetovic                                             | 6,20 m       | Amanda Naval        | 6,06 m      |
| Getto del peso (dettagli)         | Léone Bertimon     | 16,80 m     | Soultana Saroudi                                               | 16,69 m      | Cinzia Petrucci     | 16,17 m     |
| Lancio del disco (dettagli)       | Renata Scaglia     | 52,92 m     | Fathia Jerbi                                                   | 49,24 m      | Kosa Stojkovic      | 48,82m      |
| Lancio del giavellotto (dettagli) | Sofia Sakorafa     | 57,96 m     | Fausta Quintavalla                                             | 57,06 m      | Borbala Menyhart    | 54,50 m     |
| Prove multiple                    |                    |             |                                                                |              |                     |             |
| Pentathlon (dettagli)             | Florence Picaut    | 4424 punti  | Breda Lorenci (Babošek)                                        | 4180 punti   | Barbara Bachlechner | 3994 punti  |
| Staffette                         |                    |             |                                                                |              |                     |             |
| Staffetta 4x100 (dettagli)        | Francia            | 44"58       | Italia Irma Galli Patrizia Lombardo Marisa Masullo Laura Miano | 45"32        | Grecia              | 46"17       |
| Staffetta 4x400 (dettagli)        | Jugoslavia         | 3'38"91     | Francia                                                        | 3'56"24      | Non attribuita      |             |

RM= Record del Mondo
RG= Record dei Giochi

## Medagliere
| Posizione | Paese      |    |    |    | Totale |
| --------- | ---------- | -- | -- | -- | ------ |
| 1         | Italia     | 13 | 12 | 8  | 33     |
| 2         | Francia    | 13 | 8  | 3  | 24     |
| 3         | Jugoslavia | 7  | 7  | 13 | 27     |
| 4         | Grecia     | 3  | 2  | 4  | 9      |
| 5         | Algeria    | 1  | 2  | 4  | 7      |
| 6         | Spagna     | 0  | 2  | 3  | 5      |
| 7         | Egitto     | 0  | 2  | 0  | 2      |
| 7         | Tunisia    | 0  | 2  | 0  | 2      |
| 9         | Turchia    | 0  | 0  | 1  | 1      |
| Totale    | Totale     | 37 | 37 | 36 | 110    |